# 広島市立城南中学校
広島市立城南中学校（ひろしましりつ じょうなんちゅうがっこう）は、広島県広島市安佐南区川内六丁目にある公立中学校。

## 概要
城南中学校という校名は、学校が城山(じょうやま)の南にあるということからつけられたものである。

## 沿革
- 1972年（昭和47年） 4月1日 - 安佐中学校より分離され、広島県安佐郡安古市町佐東町中学校組合立城南中学校として開校[4][5]。
- 1973年（昭和48年）3月20日 - 広島市との合併により、広島市立城南中学校と改称。
- 1988年（昭和63年）4月1日 - 広島市立城山北中学校を分離する[6]。

## 部活動

### 体育部
- 野球部（男子）[7]
- バドミントン部（女子）
- 卓球部（男子・女子）
- バレーボール部（男子・女子）
- 陸上競技部（男子・女子）
- ソフトテニス部（男子・女子）
- サッカー部（男子）
- バスケットボール部（男子・女子）

### 文化部
- 吹奏楽部
- 美術部
- 演劇部
- 科学技術部
- 園芸部

## 校区
- 広島市立川内小学校の校区[8]
  - 川内1丁目～川内6丁目
- 広島市立緑井小学校の校区
  - 緑井町（梅林学区分を除く。）、緑井1丁目（古市学区分を除く。）、緑井2～5丁目（梅林学区分を除く。）、緑井7丁目（梅林学区分を除く。）、中須2丁目（1番13号～23号）、 毘沙門台1丁目（1番1号～23号）

## アクセス
- JR可部線 七軒茶屋駅下車、徒歩約12分[9]
- 広島交通・広電バス「下八木」バス停下車、徒歩約11分
  - 「城南中学校前」バス停下車、徒歩約6分

## 著名な関係者
出身者
- 綾瀬はるか（女優）
- 和田竜（脚本家、小説家）- 2年まで在籍
- 青井貴治（ヴェートーベン (お笑いコンビ)ボケ担当）
- 宮原和也（プロサッカー選手、東京ヴェルディ）
- 越道草太（プロサッカー選手、サンフレッチェ広島）

教職員
- 坪井直（日本原水爆被害者団体協議会代表委員、広島県被団協理事長） - 第四代校長[4]。